# Longitarsus barbarae
Longitarsus barbarae es una especie de insecto coleóptero de la familia Chrysomelidae. Fue descrita científicamente en 2001 por Doguet & Bergeal.